# André Marchal
André Marchal, född den 6 februari 1894 i Paris, död den 27 augusti 1980 i Saint-Jean-de-Luz, var en fransk organist och orgellärare. Han var en av de stora initiativtagarna till 1900-talets orgelrörelse i Frankrike.
Marchal föddes blind. Utan att låta sig hindras av denna funktionsnedsättning studerade han orgel under Eugène Gigout vid Pariskonservatoriet. Under studierna vann han 1913 första priset i orgelspel. Fyra år senare vann han även prix d'excellence för fuga och kontrapunkt.
Utöver att han gav konserter, både i hemlandet och i andra länder (England, Australien, Förenta Staterna), undervisade Marchal i orgel vid Institut National des Jeunes Aveugles i Paris. Han var dessutom organist vid Saint-Germain-des-Prés (1915–1945) och Saint-Eustache (1945–1963). Från sistnämnda post avgick han 1963 på grund av en konflikt om vilken orgelbyggare som skulle anlitas för att restaurera kyrkans instrument. Han efterträddes av Jean Guillou.
Marchal var en makalös improvisatör och uppskattades som sådan även av Fauré. Bland hans elever kan nämnas framstående musiker som Peter Hurford, Louis Thiry och Jean-Pierre Leguay, en av tre titulaires du grand orgue i Notre-Dame de Paris. Marchal blev officer av Hederslegionen 1960 och av Ordre des Arts et des Lettres 1965.